# Oretans
Els oretans (en llatí Oretani, en grec antic Ὠρητανοί) eren un poble iber del sud d'Hispània que vivien a l'est de la Bètica fins a Cartago Nova i al nord fins més enllà del riu Anas (actual Guadiana).
Part del seu país, conegut com a Oretània, era regat pel riu Betis al seu curs inicial, segons diuen Polibi i Estrabó. Els seus territoris corresponen a la Manxa, Andalusia oriental i Múrcia. La seva capital s'anomenava Càstulo moderna Cazlona. També se'ls coneixia amb el nom de germani (Oretum Germanorum), segons diu Plini el Vell. El seu nom derivava de la ciutat d'Oretum que probablement és la mateixa que la Orísia (Orisia) que menciona Artemidor d'Efes i l'Òria de la que parla Estrabó, que correspon a Granatula propera a Almagro, on encara hi ha l'ermita d'Oreto, propera a les restes d'un pont romà i altres restes romanes. El seu cap Orisson amb altres grups ibers i celtibers va enfrontar-se el 228 aC als cartaginesos, a la batalla d'Ilici, en la que va morir Amílcar Barca.